# Distretto di Mariscal Cáceres (Arequipa)
Il distretto di Mariscal Cáceres è uno dei tredici distretti della provincia di Camaná, in Perù. Si trova nella regione di Arequipa e si estende su una superficie di 579,31 chilometri quadrati.

Istituito il 3 novembre 1944, ha per capitale la città di San José; al censimento del 2005 contava 5.381 abitanti.